# Liatongus clypeocornis
Liatongus clypeocornis là một loài bọ cánh cứng trong họ Bọ hung (Scarabaeidae).